# Abadim (Espanha)
Abadim (em galego e castelhano: Abadín) é um município da Espanha na província de Lugo, comunidade autónoma da Galiza, de área 196,1 km² com população de 2 297 habitantes (2021; densidade: 11,7 hab./km²).

## Demografia
| Variação demográfica do município entre 1991 e 2004 [carece de fontes?] | Variação demográfica do município entre 1991 e 2004 [carece de fontes?] | Variação demográfica do município entre 1991 e 2004 [carece de fontes?] | Variação demográfica do município entre 1991 e 2004 [carece de fontes?] |
| ----------------------------------------------------------------------- | ----------------------------------------------------------------------- | ----------------------------------------------------------------------- | ----------------------------------------------------------------------- |
| 1991                                                                    | 1996                                                                    | 2001                                                                    | 2004                                                                    |
| 4100                                                                    | 3647                                                                    | 3399                                                                    | 3256                                                                    |